# الروبوت البري
الروبوت البري (بالإنجليزية: The Wild Robot) هو فيلم رسوم متحركة أمريكي من نوع الخيال العلمي والمغامرات صدر في عام 2024 من إنتاج دريم ووركس أنيميشن وتوزيع يونيفرسال بيكتشرز. استنادًا إلى رواية عام 2016 التي تحمل نفس الاسم من تأليف بيتر براون، تمت كتابته للسينما وإخراجه من قبل كريس ساندرز ويضم أصوات لوبيتا نيونجو، بيدرو باسكال، كيت كونور، بيل ناي، ستيفاني هسو، مارك هاميل، كاثرين أوهارا، مات بيري، وفينج راميس . تدور أحداث الفيلم حول روز (نيونغو)، وهي روبوت خدمي تحطمت سفينته على جزيرة غير مأهولة، ويجب عليها التكيف مع محيطها، وبناء علاقات مع الحياة البرية المحلية، وتصبح الأم بالتبني لإوزة يتيمة تدعى برايتبيل (كونور).

## قصة
تفقد سفينة شحن تابعة لشركة Universal Dynamics ستة روبوتات ROZZUM أثناء عاصفة، وتنتهي بهم الحال على جزيرة غير مأهولة. فقط وحدة ROZZUM 7134، الملقبة بـ "Roz"، نجت وتم تنشيطها عن طريق الخطأ بواسطة الحياة البرية. في البداية، تخيف روز الحيوانات وتؤذي نفسها أثناء محاولتها مساعدتهم. تتعلم لغتهم لكنها تفشل في العثور على أي شخص يحتاج خدماتها. أثناء إرسالها للإشارة إلى الاسترجاع، تعرضت روز لصاعقة وهاجمتها الحيوانات. سحقت عش الإوزة عن طريق الخطأ، تاركة بيضة واحدة.
تحمي روز البيضة من ثعلب يدعى فينك، وتفقس إلى إوزة صغيرة، تطبع عليها وتكسر جهاز الإرسال والاستقبال بعيد المدى الخاص بها. بناءً على نصيحة Pinktail، وهو حيوان بوسوم لديه العديد من الأطفال، تعتني روز بالصغير لضمان قدرته على الطيران قبل الهجرة الشتوية، وتسميه Brightbill. يساعد فينك روز في بناء ملجأ ويعيشان معًا. عندما يكبر برايتبيل، يتعلم السباحة لكن الأوز الأخرى تسخر منه. غاضبًا من معرفة أن روز قتلت عائلته، يغادر برايتبيل.
تقوم روز بإعادة بناء وحدة ROZZUM أخرى تدعى Rummage، الذي ينصحها بالعودة إلى المختبرات. بعد التحدث مع لونجنيك، زعيم قطيع الإوز، تقرر روز تعليم برايتبيل الطيران بمساعدة صقر يدعى ثندربولت. يتقن Brightbill الطيران وينضم إلى هجرة الأوز. روز، التي تفتقد برايتبيل وغير متأكدة من هدفها المستمر، تعيد تنشيط جهاز الإرسال والاستقبال الخاص بها ولكنها تغلقه عندما تكتشف شركة يونيفرسال ديناميكس إشارتها.
تجبر عاصفة رعدية الأوز على الاختباء داخل دفيئة Universal Dynamics، حيث يؤدي تنبيه التلوث إلى تحفيز روبوتات RECO لمهاجمتها. يقود برايتبيل القطيع إلى بر الأمان بينما يضحي لونجنيك بنفسه. روز وفينك ينقذان الحيوانات أثناء عاصفة ثلجية شديدة، ويحثونهم على التعايش بسلام، قبل أن تتوقف روز عن العمل. مع حلول الربيع، تستيقظ روز لتجد الحيوانات لا تزال تسعى إلى السلام، وتجد برايتبيل يعود، ويعتبر بطلاً.
عندما كانت روز على وشك الالتقاء به مرة أخرى، أرسلت شركة Universal Dynamics روبوتًا للاستعادة، فونترا، لاستعادتها. تهرب روز مع فينك، ويلاحقها رجال الشرطة الذين أرسلهم فونترا. تتحد الحيوانات لمحاربة RECOs، لكن فونترا يلتقط روز ويبدأ حريقًا في الغابة عن طريق تفجير RECOs التالفة. يقاوم برايتبيل والحيوانات، وعلى الرغم من محاولة فونترا محو بيانات ذاكرة روز، إلا أن أنظمتها أعيد تشغيلها، وتذكرت برايتبيل. لقد دمروا فونترا لكنهم يواجهون تهديدات مستمرة.
تقرر روز المغادرة لحماية الجزيرة من الهجمات المستقبلية، ووعدت بالعودة. وبعد أشهر، تعمل روز في بيت زجاجي آخر تابع لشركة Universal Dynamics، لكنها تحتفظ بذكرياتها. يجدها برايتبيل ويحتضنها الاثنان.

## طاقم صوتي
- لوبيتا نيونجو في دور:
  - وحدة ROZZUM 7134 ("Roz")[6][7]
  - وحدة روزوم 6262 ("البحث")
- بيدرو باسكال في دور فينك[6]
- كيت كونور بدور برايتبيل،[6]
  - بون ستورم في دور بيبي برايتبيل. [8]
- كاثرين أوهارا بدور بينكتيل[6]
- بيل ناي في دور لونجنيك[6]

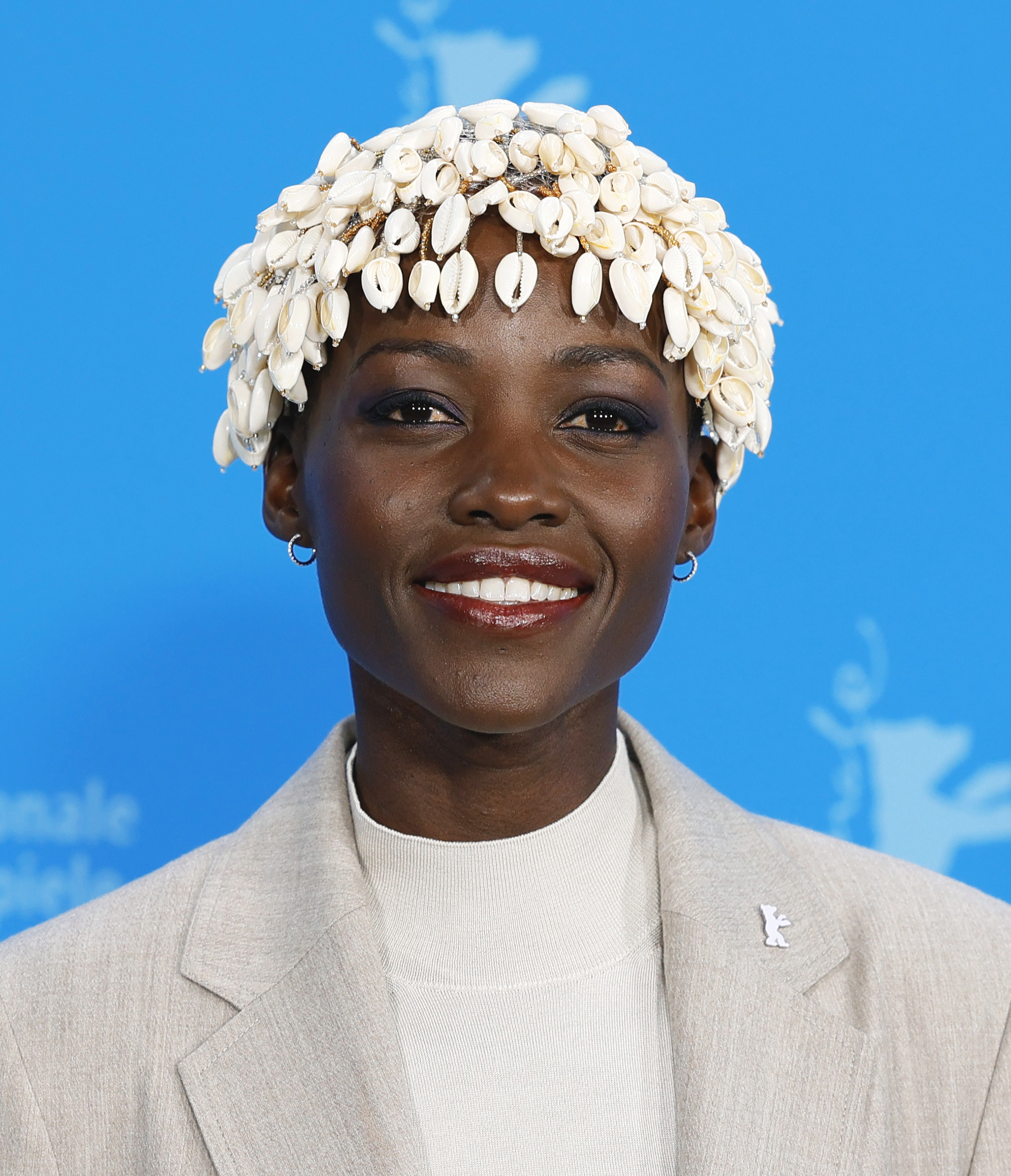
لوبيتا نيونجو تؤدي صوت روز وراماج.

- ستيفاني هسو بدور فونترا (مراقبة افتراضية لتحييد الاسترجاع المزعج والسلطة)[6]
- مارك هاميل في دور ثورن
- مات بيري في دور بادلر
- فينج راميس في دور ثندربولت[6][9]

## إنتاج

### تطوير

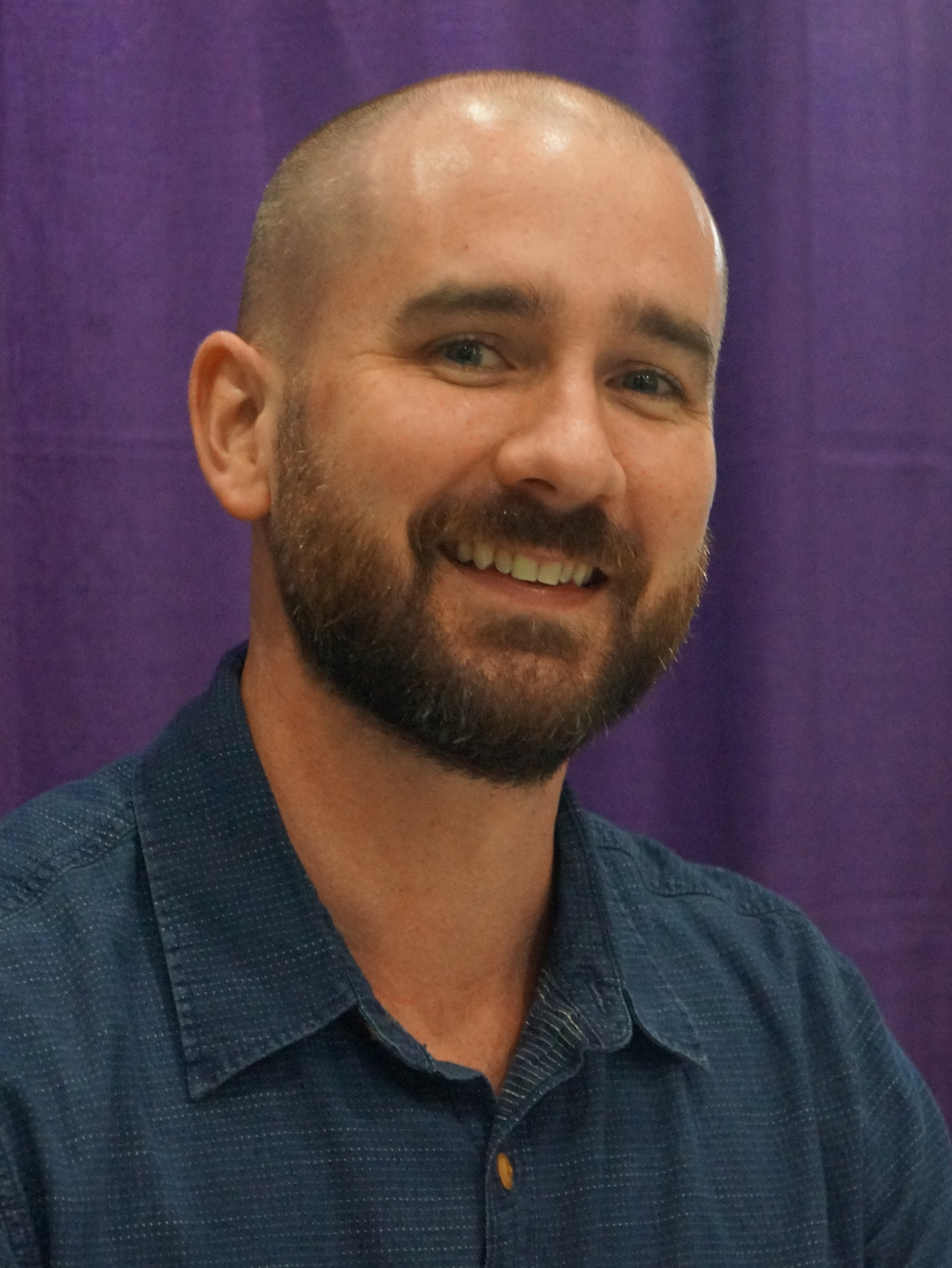
بيتر براون ، مبتكر سلسلة كتب الروبوت البري ، تم تصويره في عام 2014.

في 28 سبتمبر 2023، أعلنت شركة دريم ووركس أنيميشن عن فيلم رسوم متحركة مقتبس من سلسلة كتب الروبوت البري للكاتب بيتر براون، ومن المقرر أن يكتب ويخرج كريس ساندرز، وينتج جيف هيرمان، ويتعاون ساندرز الإبداعي منذ فترة طويلة دين ديبلوا كمنتج تنفيذي. تم الإعلان عن أعضاء آخرين من طاقم العمل، بما في ذلك مصمم الإنتاج ريموند زيباش، والمحررة ماري بلي، ورئيسة القصة هايدي جو جيلبرت. 
تعرف ساندرز على كتاب براون للمرة الأولى من خلال ابنته، رغم أنه لم يقرأه بنفسه مطلقًا. بعد سنوات، بينما كان يبحث عن مشروعه القادم في دريم ووركس، عُرضت على ساندرز فرصة إخراج فيلم مقتبس من الكتاب لصالح الاستوديو.  وبعد قراءته، وقع ساندرز في حب القصة على الفور وشعر أنه الشخص المناسب لتحويلها إلى فيلم. ووصف الكتاب بأنه "بسيط بشكل مخادع" و"معقد عاطفياً".  كان ساندرز قد فكر سابقًا في فكرة ارتباط مخلوق بالحيوانات في الغابة لأول فيلم من إخراجه ليلو وستيتش (2002).  اتصل ساندرز ببراون ووصف المكالمة الهاتفية لاحقًا بأنها كانت حاسمة لتطوير الفيلم. وقال براون لفريق الإنتاج إن موضوعه المقصود للكتاب هو أن اللطف يمكن أن يكون مهارة للبقاء. سعى ساندرز إلى نسج هذا الموضوع من خلال الفيلم وشعر أنه حقق هذا الهدف.  كان هناك موضوع آخر في القصة انجذب إليه ساندرز وهو موضوع الأمومة. شعر أنه لم يسبق له أن كتب قصة من هذا النوع من قبل. 

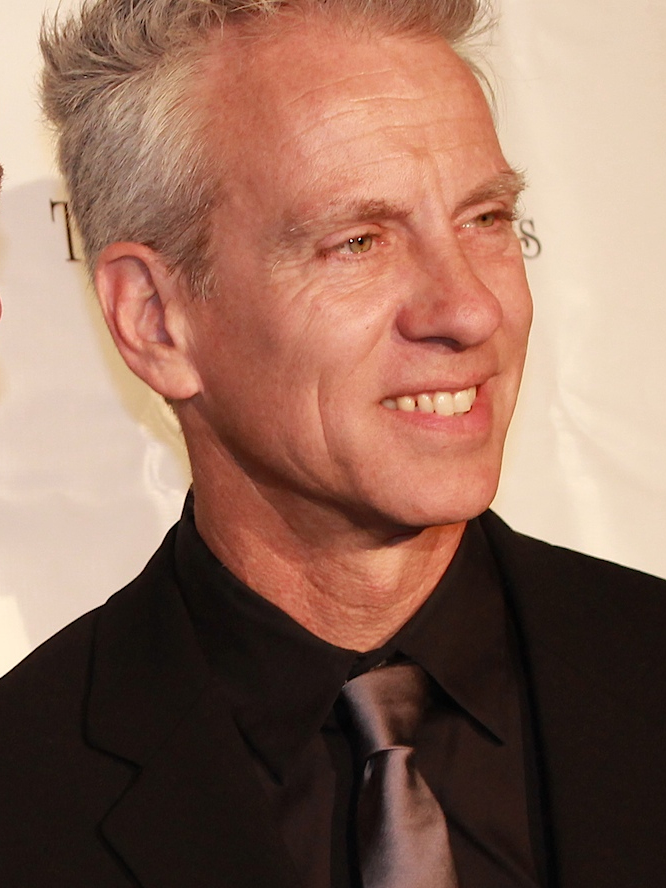
كريس ساندرز ، كاتب ومخرج فيلم الروبوت البري ، تم تصويره في عام 2014.

تم إجراء تغييرات على قصة الكتاب من أجل الفيلم. في الكتاب، تبحث روز باستمرار عن مهمة ولكنها أيضًا في المكان الخطأ ولا يوجد أحد يعطيها المهام.  شعر ساندرز أنها تخاطر بأن تصبح رتيبة في نقاط معينة من القصة، لذلك سعى جاهداً لجعل روز مثيرة للاهتمام ومقنعة باستمرار طوال الوقت.  تم تقليص بعض أدوار الشخصيات في الكتاب من أجل إعطاء الآخرين المزيد من وقت الشاشة والتأثير. تم إجراء التغييرات على الشخصيات وأدوارها أيضًا لمنع الفيلم من أن يصبح مزدحمًا للغاية. 

### تمثيل
تم الكشف عن أعضاء فريق التمثيل لوبيتا نيونجو، وبيدرو باسكال، وكاثرين أوهارا، وبيل ناي، وكيت كونور، وستيفاني هسو، ومارك هاميل، ومات بيري، وفينج راميس في 5 مارس 2024، مع إصدار المقطع الدعائي الأول للفيلم.  
أراد ساندرز أن تكون شخصية روز مقنعة وشعر أن الأداء الصوتي الاستثنائي كان ضروريًا لتحقيق ذلك. أراد تجنب تقديم روبوت خيالي ثنائي الأبعاد، حيث يتحول مباشرة من كونه بلا مشاعر إلى كونه عاطفيًا.  تم تكليف نيونغو بمهمة العثور على صوت للشخصية وتطويره مع تقدم القصة. كان دور الممثلة مهمًا بشكل خاص لأن روز لم تكن تمتلك مفاصل وجهية. وهذا يعني أن صوت نيونجو كان الطريقة الرئيسية للتعبير عن مشاعر روز. 
وبحسب هاميل، الذي أدى صوت ثورن، فإنه علم بالفيلم بعد قراءة كتاب The Wild Robot . يقول هاميل أن فيلم The Wild Robot ذكّره بمشاعره الأولى تجاه فيلم Star Wars (1977)، والذي ابتكر فيه دور Luke Skywalker. 

## روابط خارجية
- الموقع الرسمي
- الروبوت البري على موقع IMDb (الإنجليزية)
- الروبوت البري على موقع ميتاكريتيك (الإنجليزية)
- الروبوت البري على موقع روتن توميتوز (الإنجليزية)
- الروبوت البري على موقع ألو سيني (الفرنسية)
- الروبوت البري على موقع فيلمافينيتي (الإسبانية)
- الروبوت البري على موقع قاعدة بيانات الأفلام السويدية (السويدية)
- الروبوت البري على موقع قاعدة بيانات الفيلم (الإنجليزية)
- الروبوت البري على موقع ليتربوكسد (الإنجليزية)
- الروبوت البري على موقع كينوبويسك (الروسية)